# 57 Dywizja Morskich Nosicieli Rakiet
57 Dywizja Morskich Nosicieli Rakiet (57 DMNR) –  lotniczy związek taktyczny Sił Zbrojnych ZSRR i Federacji Rosyjskiej w strukturach Floty Bałtyckiej.

## Struktura i samoloty
| Struktura i samoloty w 1991       |          |         |
| Nazwa jednostki                   | Garnizon | Samolot |
| Dowództwo dywizji                 |          |         |
| 12 pułk morskich nosicieli rakiet |          |         |
| 15 pułk lotnictwa rozpoznawczego  |          |         |